# Oblast Odessa
De oblast Odessa  (Oekraïens: Одеська область, Odeska oblast) is een oblast in het zuidwesten van Oekraïne. De hoofdstad is Odessa en de oblast heeft 2.469.057 inwoners (2001). Van de bevolking woont 1.029.049 van de inwoners in de hoofdstad Odessa (volkstelling 2001). De oblast grenst in het westen aan Transnistrië, een door Rusland in stand gehouden en niet internationaal erkend ministaatje.

## Geschiedenis
Het territorium rond Odessa maakte tot de 18e eeuw deel uit van het Ottomaanse Rijk. Tussen de 18e en 20e eeuw ging het stukje bij beetje over in Russische resp. Sovjet-Russische handen. De uitbreiding van het tsaristische Rusland langs de Zwarte Zee leidde tot het stichten van Novaja Rossija, oftewel 'Nieuw-Rusland', dat voornamelijk werd gekoloniseerd door Russen. De oblast Odessa beslaat het meest westelijke deel van dit 'Nieuw-Rusland'.
Op 27 februari 1932 werd de oblast Odessa opgericht, als onderdeel van de Oekraïense SSR. In 1954 werd de Boedzjak, het gedeelte van het Roemeense Bessarabië dat direct ten noorden van de Donau ligt en in 1940 als resultaat van afspraken in het Molotov-Ribbentroppact door de Sovjet-Unie was geannexeerd, aan de oblast toegevoegd. De Boedzjak had tot 1954 de afzonderlijke oblast Izmajil gevormd, naar de hoofdstad, de stad Izmajil aan de Donau.
Op 30 mei 2015 werd de oud-president van Georgië Micheil Saakasjvili benoemd tot gouverneur van de oblast Odessa door de president van Oekraïne Petro Porosjenko. Hij ontving direct het Oekraïense staatsburgerschap. In november 2016 nam hij ontslag als gouverneur.

## Bestuurlijke indeling
De oblast is sinds 2020 verdeeld in 7 rajons.
- rajon Berezivka
- rajon Bilhorod-Dnistrovsky 153.943 inwoners (2001)[2]
- rajon Bolhrad 154.041 inwoners (2001)
- rajon Izmajil 240.307 inwoners (2001)
- rajon Odessa
- rajon Podilsk 266.449 inwoners (2001)
- rajon Rozdilna 139.491 inwoners (2001)

De rajon Bilhorod-Dnistrovsky kent minderheden van Bulgaren (8,3%) en Moldaviërs (8%). De rajon Bolhrad heeft een in meerderheid Bulgaarse bevolking. Volgens de volkstelling van 2001 waren er 154.041 inwoners waarvan 82.695 Bulgaren (53,7%). In de rajon Izmajil heeft 20 procent een Moldavische etniciteit en 12 procent van de bevolking een Bulgaarse etniciteit. In de rajon Podilsk zijn de Moldaviërs de belangrijkste minderheid met 8,4% van de bevolking en in Rozdilna is dit 9,7 procent.